# Harpactea samuili
Harpactea samuili là một loài nhện trong họ Dysderidae.
Loài này thuộc chi Harpactea. Harpactea samuili được miêu tả năm 2006 bởi Lazarov.